# Wyścigowe Mistrzostwa Węgier 1986
1986 – sezon wyścigowych mistrzostw Węgier.